# 良移心当流
良移心當流和（りょういしんとうりゅうやわら）は福野七郎右衛門正勝（諱は友善とも）によって起こされた武術である。

## 概要
流祖の福野七郎右衛門正勝に関する詳細な伝記は見当らないが、大坂生まれの近江京極氏の元家臣であったとされ、早くから柳生石舟斎宗厳、但馬守宗矩について柳生新陰流兵法を学び、その奥秘を極めた後、1622年（元和8年）良移心当流和術の一流を興した｡
良移心当とは、常により良いものを移す心で当たるとの意であり、常にその時の状況に応じて剛柔二者、陰陽を転換して対処するのが勝ちに通ずる道であるという意味であり、その精神は、陰陽和合の原則に従順で力の用法は水のように柔らかく、柳の枝のような ｢外柔内剛｣ となるのが最も良い方法であると説いている。

## 系統
良移心当流は久留米藩、黒田藩などで学ばれていた。

### 久留米藩
久留米藩では良移心頭流と書かれる。
黒田藩の久保貞治の門人が久留米藩に伝えたとされる系統であるとされている。
正徳（1711～1716年）に森八郎右衛門が久留米藩に仕えたことで伝わった。
下坂與三太夫の弟子には、下坂専右衛門、下坂剛之進、野田録郎、妹尾季之進、宇高權太夫、中村半助、上原省吾、榊錫三郎、石野房次などがいた。
安政6年4月（1859年）に下坂五郎兵衛門人の久冨鉄太郎、鈴木寿太郎、諸冨清太郎、妹尾季之進、篠原泰之進が天神真楊流と試合をしている。
篠原泰之進は新選組隊士である。
久富鉄太郎は久留米藩の渋川流師範であり同藩の下坂道場にも出入りしていた。明治時代に上京して警視庁武術世話掛に発足に関わったことにより、久留米藩の有力な柔術家が警視庁に招かれた。
明治初期に日本一の実力を持っていたとされる中村半助は下坂才蔵の門人であり、警視庁武術世話掛を務めていた。
下坂の良移心当流は中村半助や久富鉄太郎により警視流拳法に取り入れられた。
- 森八郎右衛門
- 嶋田丹右衛門
- 下坂才蔵
- 下坂與三太夫

#### 内容
表15手、裏15手、伊呂波中段20手、伊呂波上段20手、伊呂波奥儀八ヶ條、伊呂波極意三ヶ條からなる。

### 藤田麓憲貞系
黒田藩の久保貞次（久保貞治とも）から藤田麓憲貞に伝わり自剛天真流として分派した系統。篠原信一の論文によれば以下の通りである。
庄林家
- 藤田麓憲貞
- 庄林藤原道一
- 庄林又七郎
- 庄林藤橘 - 藤橘の代で庄林家の相伝は絶えた。

明道館道場
- 宮川太一郎 - 庄林又七郎の高弟、免許皆伝。
- 猪股雲八 - 庄林又七郎と庄林藤橘に師事、免許皆伝。
- 坪田必義勝 - 庄林又七郎と庄林藤橘に師事、免許皆伝。
- 吉田繁次郎 - 坪田必義勝の高弟、免許皆伝。
- 竹田乙麿 - 庄林藤橘と猪股雲八に師事、免許皆伝。
- 十時惟隆 - 竹田乙麿の高弟、免許皆伝。
- 横田正米清廣 - 竹田乙麻呂の高弟、免許皆伝。
- 財部一郎 - 横田正米清廣に師事。
- 財部一雄（明道館）は。石橋晋平（明道館）に自剛天眞流を師事した。

天真館道場
- 山田六郎貞信 - 庄林藤橘と猪股雲八に師事、免許皆伝。
- 西文雄 - 講道館柔道の師範。免許皆伝。伝書類の再興に貢献した。
- 藤川恒夫
- 野田清美
- 前田実
- 赤司智治 - 西・藤川・野田・前田の4氏に師事。

昭和義塾
- 赤司智治 免許皆伝 現在、以下4名を師南

明道館
- 石橋晋平

昭和義塾道場（タフス道場）
- 松田大次老

昭和義塾道場
- 花岡一誠
- 恒久尚利
- ２０２５年５月、宗家自剛天眞流赤司智治は、以下2名　 石橋晋平・松田大次老に自剛天眞流の免許皆伝を渡した。  同時に宗家の松田大次老は、相談役の石橋晋平と共に  「自剛天眞流普及委員会醒倭会」を福岡西区脇山に設立ました。   ※光雲神社で行っている鎮座百年記念大祭（平成19年10月20日）に招待され、  黒田藩傳自剛天眞流の演武等を披露しました。   以上

## 内容
五ツ心持之大事
- 押籠必角見　分ツテ捻テ半分
- 天地児而賛（夫夫に見）　下ヲ招ク
- 身右嵐盛勝　フリ不出懸ル
- 四季ノ心立居　不登心ヲ近ク
- 音之嵐天地ノ間不弛　此後左右ノ心

当之巻

空風火水地
- 摩
- 詰
- 衝
- 推
- ＜草かんむりに王、更に下に夂＞拳
- 無生

『日本大百科全書(ニッポニカ)』によれば、当身之巻として「摩・誥・衝・推・葵拳など七か条」とある。